# Калнинь, Игорь Мартынович
Игорь Мартынович Калнинь (18 мая 1932 год — 25 января 2015) — заслуженный деятель науки РФ, профессор, академик Международной академии холода. Заведующий кафедрой (1993 — 2015)  «Техника низких температур» имени П. Л. Капицы Московского государственного машиностроительного университета (МАМИ). Награждён двумя орденами Трудового Красного Знамени. Доктор технических наук.

## Биография
Игорь Мартынович Калнинь родился 18 мая 1932 года в городе Рига. В 1957 году стал выпускником МВТУ им. Н. Э. Баумана, окончив факультет «Тепловые и гидравлические машины» по специальности «Холодильные и компрессорные машины и установки». 
В том же году направлен в ЦКБ Холодильного машиностроения, который в дальнейшем стал ВНИИХолодмаш. Там он начал работать инженером-инструктором, постепенно заняв должность заместителя директора по научной работе. В 1967 году Игорь Калнинь в Институте теплофизики защитил кандидатскую диссертацию, в 1984 году в МВТУ им. Н. Э. Баумана — докторскую диссертацию. Во ВНИИХолодмаше работал над созданием холодильной техники, проработав в течение 35 лет.
Игорь Калнинь руководил созданием нескольких поколений холодильных компрессоров и холодильных машин. Ему принадлежит более 50 патентов и авторских свидетельств.
В 1985 году начал преподавать на кафедре «Криогенная техника» МГУИЭ, в 1993 году он возглавил кафедру. Под его руководством в МГУИЭ на базе кафедры «Холодильная и криогенная техника» основан научно-технический центр «Техника низких температур» и научно-образовательный центр «Экология и энергосбережение в технике низких температур». Он стал автором монографии «Холодильные машины и тепловые насосы», пособия «Теория и расчёт холодильных центробежных компрессоров», справочника «Холодильная техника». С 1987 по 1995 год был вице-президентом комиссии Международного института холода по холодильным машинам. С 1995 года являлся действительным членом Международной академии холода.
Награждён двумя орденами Трудового Красного Знамени, орденом «Знак Почета». В 2003 году ему присвоено звание «Заслуженного деятеля науки РФ».
Умер 25 января 2015 года.

## Работы
- Милованов В.И. (ОТИХП), Лопатинская Э.З. (ОТИХП), Калнинь И.М. (ВНИИХолодмаш). Использование статистических характеристик виброакустического сигнала при диагностировании поршневых компрессоров. УДК 621.57.041-192